# C*-algebra nuklearna
C*-algebra nuklearna – rozpatrywana w analizie funkcjonalnej C*-algebra A o tej własności, że dla każdej innej C*-algebry B minimalny i maksymalny iloczyn są równe, tj.
{\displaystyle A\otimes _{\rm {min}}B=A\otimes _{\rm {max}}B.}
W szczególności oznacza to, że w (algebraicznym) iloczynie tensorowym A ⊗ B można wprowadzić jednoznacznie wyznaczoną C*-normę. Uzupełniony iloczyn tensorowy algebry nuklearnej A z dowolną algebrą B oznacza się również symbolem A ⊗ B. Pojęcie zostało wprowadzone przez M. Takesakiego.

## Przykłady
- Algebry macierzy zespolonych Mn, oraz ogólniej, skończenie wymiarowe C*-algebry są nuklearne.
- Algebra operatorów zwartych na dowolnej przestrzeni Hilberta jest nuklearna. Ogólniej, C*-algebry typu I są nuklearne.
- Przemienne C*-algebry są nuklearne.
- Granice proste algebr nuklearnych są nuklearne. W szczególności, algebry AF są nuklearne.
- Algebra operatorów ograniczonych na nieskończenie wymiarowej przestrzeni Hilberta[2]. Ponadto, gdy H jest nieskończenie wymiarową przestrzenią Hilberta, to nawet ℬ(H) ⊗min ℬ(H) ≠ ℬ(H) ⊗max ℬ(H)[3]. Ogólniej, dla algebry von Neumanna M następujące warunki są równoważne:
  1. M jest izomorficzna z algebrą postaci Mn1(A1) ⊕ ... ⊕ Mnk(Ak), gdzie n1, ..., nk są pewnymi liczbami naturalnymi oraz A1, ..., Ak są przemiennymi algebrami von Neumanna.
  2. M jest C*-algebrą nuklearną.
  3. M jest C*-algebrą dokładną.